# Patarola
Patarola es un género de hepáticas perteneciente a la familia Radulaceae. Comprende 2 especies descritas y d aceptadas.

## Taxonomía
El género fue descrito por Vittore Benedetto Antonio Trevisan de Saint-Léon y publicado en Memorie del Reale Istituto Lombardo di Scienze e Lettere, Serie 3, Classe di Scienze Matematiche e Naturali 4: 434. 1877. La especie tipo es: Patarola uvifera (Hook. f. & Taylor) Trevis.	

## Especies aceptadas
A continuación se brinda un listado de las especies del género Patarola aceptadas hasta julio de 2014, ordenadas alfabéticamente. Para cada una se indica el nombre binomial seguido del autor, abreviado según las convenciones y usos.	
- Patarola multicarinata (Lindenb.) Trevis.
- Patarola uvifera (Hook. f. & Taylor) Trevis.